# Leporellus vittatus
Leporellus vittatus is een straalvinnige vissensoort uit de familie van de kopstaanders (Anostomidae). De wetenschappelijke naam van de soort werd in 1850 gepubliceerd door Achille Valenciennes.

## Synoniemen
- Salmo cagoara Natterer, 1859
- Leporinus maculifrons Lütken, 1875, pro synonymo[2]
- Leporellus timbore Eigenmann, 1922
- Leporinodus sexdentatus Eigenmann, 1922